# Richard Thaler

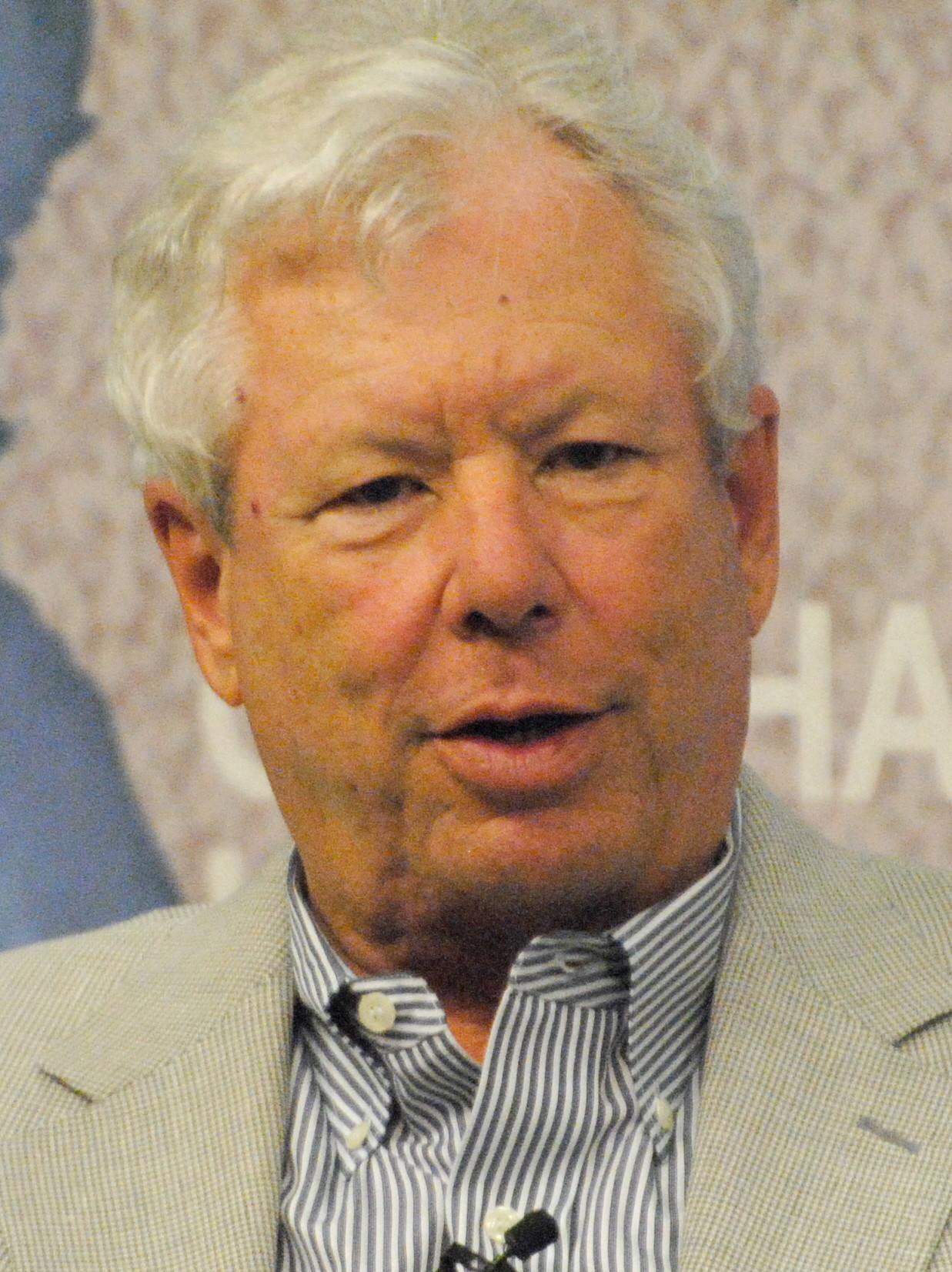
Richard Thaler, 2015

Richard H. Thaler (* 12. September 1945 in East Orange, New Jersey) ist ein US-amerikanischer Wirtschaftswissenschaftler und Professor an der Booth School of Business der University of Chicago. Er gilt als einer der weltweit führenden Verhaltensökonomen und beriet unter anderem den ehemaligen US-Präsidenten Barack Obama. 2017 wurde Thaler mit dem Alfred-Nobel-Gedächtnispreis für Wirtschaftswissenschaften ausgezeichnet.

## Leben
Richard H. Thaler erhielt 1967 den akademischen Grad Bachelor von der Case Western Reserve University und 1970 den Master an der University of Rochester. 1974 wurde er ebendort mit der Arbeit The Value of Saving A Life zum Ph. D. promoviert. Er blieb noch vier Jahre als Assistenzprofessor in Rochester, ehe er an die Cornell University wechselte. Dort war er 1978 bis 1980 Assistenzprofessor, von 1980 bis 1986 Associate Professor, von 1986 bis 1988 Professor und von 1988 bis 1995 Henrietta Johnson Louis Professor. 1995 wurde er Robert P. Gwinn Professor und später Ralph and Dorothy Keller Distinguished Service Professor an der University of Chicago. Ein Gastprofessorenaufenthalt führte ihn 1994/95 an das Massachusetts Institute of Technology.
Für seine Forschung zur Wirtschaftspsychologie wurde ihm im Jahr 2017 der Alfred-Nobel-Gedächtnispreis für Wirtschaftswissenschaften verliehen.

## Wissenschaftliche Wirkung
Thaler arbeitet auf dem Gebiet der Verhaltensökonomik; er untersucht Marktanomalien und Entscheidungsfindungsprozesse. So beschäftigt er sich damit, welche Auswirkungen es hat, dass der in der Realität handelnde Mensch – entgegen anderslautenden ökonomischen Annahmen – nicht immer als „Homo oeconomicus“ agiert, d. h. nicht immer rational zugunsten eigener Interessen entscheidet. Beispielsweise fand Thaler Belege für die Pfadabhängigkeit von Risikoverhalten (kleine Gewinne führen dazu, dass man immer größere Risiken eingeht) ebenso wie für freiwillige Kooperation, wenn viel auf dem Spiel steht. Die im Vereinigten Königreich eingeführten Anreize zu einer stärkeren Beteiligung der Bevölkerung an  Pensionsfonds  gehen auf die Rezeption des von Thaler zusammen mit Cass Sunstein verfassten Buches Nudge  durch die  britischen Konservativen zurück. Wegen Thalers Forderung nach staatlichen Verhaltensanreizen, die die zur Kurzsichtigkeit (myopia) neigenden Massen durch nudging zu einem ökonomisch rationaleren Verhalten motivieren könnten, wurde sein Ansatz von neoliberalen Kritikern wie Casey B. Mulligan als „paternalistisch“ bezeichnet. Auch wird aus demokratietheoretischer Sicht eingewendet, dass das Nudging Politikern ermöglicht, sich über den Bürgerwillen hinwegzusetzen bzw. diesen mit ökonomischen Anreizen zu manipulieren.
Thaler befürwortet mindestens zum Teil die Abschaffung des Bargelds, weil er dessen Verwendung für irrational und korruptionsfördernd hält. So begrüßte er die Abschaffung der 500- und 1000-Rupien-Scheine in Indien im Jahre 2016, die allerdings zu einem vorübergehenden Chaos führte. Kritiker halten die verbreiteten Vorbehalte gegen die Abschaffung des Bargelds wegen des drohenden Verlusts der Anonymität und der Gefahr, dass die Volldigitalisierung des Geldes zu einer Staatsfinanzierung durch Negativzinsen führen könnte, jedoch für durchaus rational.

## Auszeichnungen
- 2003 Ehrendoktor, Case Western University
- 2005 Paul A. Samuelson Award (für den mit Shlomo Benartzi geschriebenen Artikel Save More Tomorrow. Using Behavioral Economics to Increase Employee Savings. In: Journal of Political Economy. Band 112, No. 1, 2004, S. S164–S187)
- 2014 Weltwirtschaftlicher Preis
- 2017 Alfred-Nobel-Gedächtnispreis für Wirtschaftswissenschaften

## Mitgliedschaften
- National Bureau of Economic Research
- American Economic Association (2015 Präsident)
- 2000 American Academy of Arts and Sciences[5]
- 2012 Fellow der Econometric Society[6]
- 2018 National Academy of Sciences

## Werke
- The Value of Saving A Life. A Market Estimate. Dissertation.
- Quasi rational economics. Russell Sage Foundation, New York 1991, ISBN 0-87154-846-1.
- The winner’s curse. Paradoxes and anomalies of economic life. Free Press [u. a.], New York 1992, ISBN 0-02-932465-3.
- als Herausgeber: Advances in behavioral finance. Band 1, Russell Sage Foundation [u. a.], New York 1993, ISBN 0-87154-844-5, ISBN 0-87154-845-3; Band 2, 2005, ISBN 0-691-12175-3, ISBN 0-691-12174-5.
- mit Cass Robert Sunstein: Nudge. Improving decisions about health, wealth, and happiness. Yale University Press, New Haven [u. a.] 2008, ISBN 978-0-300-12223-7
  - deutsch: Nudge. Wie man kluge Entscheidungen anstößt (übersetzt von Christoph Bausum). Econ, Berlin 2009, ISBN 978-3-430-20081-3; als Taschenbuch: Ullstein, Berlin 2011, ISBN 978-3-548-37366-9.
- Misbehaving. The making of the behavioral economics. Norton, New York [2015], ISBN 978-0-393-08094-0
  - deutsch: Misbehaving: Was uns die Verhaltensökonomik über unsere Entscheidungen verrät. Deutsche Übersetzung von Thorsten Schmidt. Siedler Verlag, München 2018, ISBN 978-3-8275-0120-2.